# 瓦斯 (贝卢诺省)
瓦斯（義大利語：Vas），曾是意大利威尼托大区贝卢诺省的一个市镇。总面积17.7平方公里，人口853人，人口密度48.2人/平方公里（2009年）。国家统计（ISTAT）代码为025064。
2013年12月28日奎罗和瓦斯两市镇合并为新的奎罗瓦斯市镇。